# George Campbell (officier de la Royal Navy)
Pour les articles homonymes, voir George Campbell et Campbell.
George Campbell, né le 14 août 1759 et mort le 23 janvier 1821, est un officier de la Royal Navy qui parvient au poste de commandant en chef à Portsmouth.

## Carrière militaire
Campbell entre dans la Royal Navy en 1772.
Il se voit confier le commandement du HMS Terrible et participe à la bataille de Gênes en 1795, contre la flotte française de l'amiral Martin. Il commande par la suite le HMS Berwick.
En 1801, nommé contre-amiral, il hisse son pavillon sur le Temeraire. En 1802, il est envoyé à la Jamaïque et y prend le commandement de la station navale.
En 1818, il est nommé commandant en chef à Portsmouth, poste qu'il occupe encore lors de son suicide le 23 janvier 1821.

## Carrière politique
Il est député à la Chambre des communes du Royaume-Uni de 1806 à 1813.

## Famille
George Campbell épouse Eustacia Campbell-Hooke.

## Distinctions
Georges Campbell est fait chevalier Grand-croix de l'ordre du Bain.
De 1816 à sa mort, l'amiral Campbell est gentilhomme de la Chambre.